# Liste der Deutschen Meister in der 4-mal-400-Meter-Staffel
Die 4-mal-400-Meter-Staffel wurde bei den Männern erstmals 1927 in das Programm der Deutschen Leichtathletik-Meisterschaften aufgenommen. 1935, 1944 und 1945 fiel der Wettbewerb aus. Während der deutschen Teilung fanden ab 1948 sowohl in der Bundesrepublik Deutschland als auch in der DDR eigene Meisterschaften statt, bei denen auch die 4-mal-400-Meter-Staffel der Männer – außer 1990 in der DDR – ständiger Bestandteil war. Bei den Frauen kam der Wettbewerb erst viel später ins Meisterschaftsprogramm. In der DDR war das ab 1969 der Fall, in der Bundesrepublik Deutschland ab 1975 Auch die Frauenstaffel stand wie die Männerstaffel 1990 in der DDR im Gegensatz zur Bundesrepublik Deutschland nicht mehr auf dem Meisterschaftsprogramm. Im wiedervereinigten Deutschland war der attraktive Wettbewerb ständiger Bestandteil bei den anschließenden gemeinsamen Meisterschaften ab 1991.
Diese Staffel über die jeweils lange Sprintstrecke wird wie die 4-mal-100-Meter-Staffel in aller Regel im Hauptprogramm der Deutschen Meisterschaften ausgetragen. Die Langstaffeln dagegen sind im Normalfall Bestandteil der ausgelagerten Disziplinen.
Bei den Meisterschaften 2022 wurde zum ersten Mal eine Mixed-Staffel in das Programm Deutscher Leichtathletikmeisterschaften aufgenommen. Geplant war das zwar schon für die Meisterschaften 2020, jedoch waren die Staffelläufe wegen der COVID-19-Pandemie in Jahren 2020 und 2021 nicht ausgetragen worden.

## Deutsche Meisterschaftsrekorde
| Männer | 3:03,04 min | LAC Chemnitz (Jens Carlowitz, Uwe Jahn, Thomas Schönlebe, Rico Lieder)                          | Bremen               | 2. Juli 1995   |
| Frauen | 3:29,74 min | SC Magdeburg (Ulrike Urbansky, Ivonne Teichmann, Heike Meißner, Grit Breuer)                    | Erfurt               | 4. Juli 1999   |
| Mixed  | 3:24,06 min | VfL Sindelfingen (Alexander Stepanov, Carolina Krafzik, Lisa Sophie Hartmann, Constantin Preis) | Bietigheim-Bissingen | 29. April 2023 |

## Gesamtdeutsche Meister seit 2022 (DLV)
| Jahr | Ort                  | Datum         | Männer                                                                                       | Männer     | Frauen                                                                                           | Frauen     | Mixed                                                                                                  | Mixed      |
| Jahr | Ort                  | Datum         | Staffel                                                                                      | Zeit [min] | Staffel                                                                                          | Zeit [min] | Staffel                                                                                                | Zeit [min] |
| ---- | -------------------- | ------------- | -------------------------------------------------------------------------------------------- | ---------- | ------------------------------------------------------------------------------------------------ | ---------- | --- | ---------- |
| 2025 | Hamburg              | 4. Mai        | Eintracht Frankfurt (Philip Hennemuth, Kai Rechinger, Jannik Elias Gutmann, Alexander Schön) | 3:22,43    | SCC Berlin (Lena Leege, Michelle Janiak, Anouk Krause-Jentsch. Alica Schmidt)                    | 3:39,71    | Frankfurt Athletics (Sven Müller, Elena Kelety, Finn Kohlenbach, Sabrina Heil)                         | 3:24,57    |
| 2024 | Sindelfingen         | 14. September | LG Olympia Dortmund (Jonas Breitkopf, Henrik Krause, Jannis Dettner, Manuel Sanders)         | 3:09,91    | VfL Sindelfingen (Melanie Böhm, Jessica-Bianca Wessolly, Luisa Herrfurth, Lisa Sophie Hartmann)  | 3:41,29    | VfL Sindelfingen (Alexander Stepanov, Lisa Sophie Hartmann, Constantin Preis, Jessica-Bianca Wessolly) | 3:24,85    |
| 2023 | Bietigheim-Bissingen | 29. April     | LG Nord Berlin (Joseph Mouaha, Alexander Hanke, Johannes Wuthe, Marc Koch)                   | 3:12,60    | VfL Sindelfingen (Melanie Böhm, Jessica-Bianca Wessolly, Lisa Sophie Hartmann, Carolina Krafzik) | 3:36,82    | VfL Sindelfingen (Alexander Stepanov, Carolina Krafzik, Lisa Sophie Hartmann, Constantin Preis)        | 3:24,06    |
| 2022 | Mainz                | 29. Mai       | LG Olympia Dortmund (Jonas Breitkopf, Henrik Krause, Lorenz Niedrig, Manuel Sanders)         | 3:12,10    | VfL Sindelfingen (Melanie Böhm, Carolina Krafzik, Pia Ringhoffer, Lisa Sophie Hartmann)          | 3:39,74    | VfL Sindelfingen (Maximilian Dillitzer, Carolina Krafzik, Lisa Sophie Hartmann, Yannic Krings)         | 3:24,52    |

## Gesamtdeutsche Meister von 1991 bis 2021 (DLV)
| Jahr | Ort                                                        | Datum                                                      | Männer                                                                                            | Männer                                                     | Frauen                                                                                         | Frauen                                                     |
| Jahr | Ort                                                        | Datum                                                      | Staffel                                                                                           | Zeit [min]                                                 | Staffel                                                                                        | Zeit [min]                                                 |
| ---- | ---------------------------------------------------------- | ---------------------------------------------------------- | ------------------------------------------------------------------------------------------------- | ---------------------------------------------------------- | ---------------------------------------------------------------------------------------------- | ---------------------------------------------------------- |
| 2021 | Staffelläufe wegen der COVID-19-Pandemie nicht ausgetragen | Staffelläufe wegen der COVID-19-Pandemie nicht ausgetragen | Staffelläufe wegen der COVID-19-Pandemie nicht ausgetragen                                        | Staffelläufe wegen der COVID-19-Pandemie nicht ausgetragen | Staffelläufe wegen der COVID-19-Pandemie nicht ausgetragen                                     | Staffelläufe wegen der COVID-19-Pandemie nicht ausgetragen |
| 2020 | Staffelläufe wegen der COVID-19-Pandemie nicht ausgetragen | Staffelläufe wegen der COVID-19-Pandemie nicht ausgetragen | Staffelläufe wegen der COVID-19-Pandemie nicht ausgetragen                                        | Staffelläufe wegen der COVID-19-Pandemie nicht ausgetragen | Staffelläufe wegen der COVID-19-Pandemie nicht ausgetragen                                     | Staffelläufe wegen der COVID-19-Pandemie nicht ausgetragen |
| 2019 | Wetzlar                                                    | 26. Juni                                                   | TSV Gräfelfing (Michael Adolf, Benedikt Wiesend, Arne Leppelsack, Johannes Trefz)                 | 3:09,10                                                    | LT DSHS Köln (Laura Marx, Felicitas Ulmer, Elena Kelety, Nelly Schmidt)                        | 3:36,21                                                    |
| 2018 | Nürnberg                                                   | 22. Juli                                                   | LG Stadtwerke München (Benedikt Wiesend, Tobias Giehl, Arne Leppelsack, Johannes Trefz)           | 3:08,99                                                    | LT DSHS Köln (Laura Marx, Nelly Schmidt, Christine Salterberg, Lena Naumann)                   | 3:36,07                                                    |
| 2017 | Erfurt                                                     | 9. Juli                                                    | StG Schlüchtern-Flieden-Oberts (Eric Herbert, Aleksi Rösler, Jaakkima Rösler, Constantin Schmidt) | 3:09,08                                                    | LT DSHS Köln (Nelly Schmidt, Felicitas Ulmer, Lena Naumann, Lara Hoffmann)                     | 3:35,12                                                    |
| 2016 | Kassel                                                     | 19. Juni                                                   | LG Stadtwerke München (Benedikt Wiesend, Johannes Trefz, Laurin Walter, Tobias Giehl)             | 3:10,84                                                    | LT DSHS Köln (Lena Naumann, Friederike Möhlenkamp, Christine Salterberg, Lara Hoffmann)        | 3:36,76                                                    |
| 2015 | Nürnberg                                                   | 26. Juli                                                   | SC Magdeburg (Oliver Vogel, Till Helbig, Julius Lawnik, Eric Krüger)                              | 3:09,65                                                    | TSV Bayer 04 Leverkusen (Julia Schaefers, Frederike Hogrebe, Julia Förster, Carolin Walter)    | 3:35,99                                                    |
| 2014 | Ulm                                                        | 27. Juli                                                   | LG Stadtwerke München (David Gollnow, Kamghe Gaba, Johannes Trefz, Jonas Plass)                   | 3:08,05                                                    | TSV Bayer 04 Leverkusen (Frederike Hogrebe, Julia Förster, Claudia Wehrsen, Carolin Walter)    | 3:35,54                                                    |
| 2013 | Ulm                                                        | 7. Juli                                                    | StG Magdeburg/Halle (Varg Königsmark, Oliver Vogel, Eric Krüger, Thomas Schneider)                | 3:07,23                                                    | TV Wattenscheid 01 (Maral Feizbakhsh, Christina Zwirner, Malena Richter, Esther Cremer)        | 3:35,71                                                    |
| 2012 | Bochum- Wattenscheid                                       | 17. Juni                                                   | LG Stadtwerke München (Kamghe Gaba, Benedikt Wiesend, Michael Wilms, David Gollnow)               | 3:07,91                                                    | LT DSHS Köln (Frederike Hogrebe, Lara Hoffmann, Kim Carina Schmidt, Claudia Wehrsen)           | 3:36,42                                                    |
| 2011 | Kassel                                                     | 24. Juli                                                   | StG Asics Wendelstein/Erding (Benedikt Wiesend, Jonas Plass, Markus Kiefl, David Gollnow)         | 3:10,71                                                    | TSV Bayer 04 Leverkusen 1 (Julia Förster, Wiebke Ullmann, Annett Horna, Sorina Nwachukwu)      | 3:38,25                                                    |
| 2010 | Braunschweig                                               | 18. Juli                                                   | LG Eintracht Frankfurt (Marius Horbank, Clemens Höfer, Michael Pflüger, Kamghe Gaba)              | 3:10,45                                                    | TSV Bayer 04 Leverkusen I (Julia Förster, Annett Horna, Caroline Dieckhöner, Laura Hansen)     | 3:42,18                                                    |
| 2009 | Ulm                                                        | 5. Juli                                                    | TV Wattenscheid 01 (Alexander Meisolle, Thomas Goller, Henning Hackelbusch, Bastian Swillims)     | 3:08,55                                                    | TSV Bayer 04 Leverkusen (Maike Jeanette Wilden, Annett Horna, Laura Hansen, Sorina Nwachukwu)  | 3:35,35                                                    |
| 2008 | Nürnberg                                                   | 6. Juli                                                    | SCC Berlin (Sven Buggel, Florian Seitz, Frederic Zweigner, Julian Kiwus)                          | 3:11,15                                                    | TSV Bayer 04 Leverkusen (Caroline Dieckhöner, Maren Schott, Annett Horna, Sorina Nwachukwu)    | 3:40,94                                                    |
| 2007 | Erfurt                                                     | 22. Juli                                                   | LG Eintracht Frankfurt (Tilo Ruch, Sebastian Gatzka, Stefan Kuhlee, Kamghe Gaba)                  | 3:09,08                                                    | TSV Bayer 04 Leverkusen (Sorina Nwachukwu, Maike Wilden, Natalie Mehring, Caroline Dieckhöner) | 3:38,35                                                    |
| 2006 | Ulm                                                        | 16. Juli                                                   | LG Eintracht Frankfurt (Thomas Wilhelm, Sebastian Gatzka, Stefan Kuhlee, Kamghe Gaba)             | 3:07,94                                                    | LG Nike Berlin (Nadine Balkow, Julia-Kristin Kunz, Anja Neupert, Janin Lindenberg)             | 3:39,38                                                    |
| 2005 | Bochum- Wattenscheid                                       | 3. Juli                                                    | LG Eintracht Frankfurt (Tilo Ruch, Henning Kuschewitz, Thomas Wilhelm, Kamghe Gaba)               | 3:08,04                                                    | LG Nike Berlin (Katharina Gröb, Anja Neupert, Julia-Kristin Kunz, Nadine Balkow)               | 3:37,28                                                    |
| 2004 | Braunschweig                                               | 11. Juli                                                   | LG Eintracht Frankfurt (Henning Kuschewitz, Sebastian Gatzka, Kamghe Gaba, Tilo Ruch)             | 3;08,81                                                    | LG Nike Berlin (Katharina Gröb, Nadine Balkow, Anja Neupert, Claudia Marx)                     | 3:37,54                                                    |
| 2003 | Ulm                                                        | 29. Juni                                                   | LG Eintracht Frankfurt (Henning Kuschewitz, Tilo Ruch, Stefan Bönisch, Christian Duma)            | 3:08,37                                                    | LG Nike Berlin (Nadine Balkow, Sandra Schmadtke, Anja Neupert, Claudia Marx)                   | 3:37,76                                                    |
| 2002 | Bochum- Wattenscheid                                       | 7. Juli                                                    | LG Olympia Dortmund (Michael Dragu, Sebastian Aryee, Jörg Krick, Ingo Schultz)                    | 3:06,68                                                    | SC Magdeburg (Eileen Müller, Ivonne Teichmann, Korinna Fink, Grit Breuer)                      | 3:32,11                                                    |
| 2001 | Stuttgart                                                  | 1. Juli                                                    | LG Olympia Dortmund (Jens Dautzenberg, Ingo Schultz, Michael Dragu, Lars Figura)                  | 3:05,66                                                    | TSV Bayer 04 Leverkusen (Dagmar de Haan, Maren Schott, Ulrike Urbansky, Anke Feller)           | 3:33,16                                                    |
| 2000 | Braunschweig                                               | 30. Juli                                                   | TSV Bayer 04 Leverkusen (Daniel Hechler, Benjamin Nitze, René Oblong, Klaus Ehrnsperger)          | 3:09,04                                                    | SC Magdeburg (Ulrike Urbansky, Heike Meißner, Ivonne Teichmann, Grit Breuer)                   | 3:31,58                                                    |
| 1999 | Erfurt                                                     | 4. Juli                                                    | LAC Quelle Fürth/München (Stefan Bönisch, Norbert Wörlein, Mark Eplinius, Nico Motchebon)         | 3:07,71                                                    | SC Magdeburg (Ulrike Urbansky, Ivonne Teichmann, Heike Meißner, Grit Breuer)                   | 3:29,74                                                    |
| 1998 | Berlin                                                     | 5. Juli                                                    | TSV Bayer 04 Leverkusen (René Oblong, Daniel Bittner, Klaus Ehrnsperger, Julian Voelkel)          | 3:07,51                                                    | SC Magdeburg (Ivonne Teichmann, Ulrike Urbansky, Martina Hauke, Grit Breuer)                   | 3:34,45                                                    |
| 1997 | Frankfurt/M.                                               | 29. Juni                                                   | TSV Bayer 04 Leverkusen (Daniel Bittner, Markus Rau, Guido Kluth, Julian Voelkel)                 | 3:08,74                                                    | OSC Berlin (Norma Schimmer, Nadja Hack, Jana Schönenberger, Marlies Hartlieb)                  | 3:35,05                                                    |
| 1996 | Köln                                                       | 23. Juni                                                   | LAC Chemnitz (Jens Carlowitz, Rico Lieder, Uwe Jahn, Thomas Schönlebe)                            | 3:05,14                                                    | LG Bayer 04 Leverkusen (Carolin Broich, Aysel Kadioglu, Anke Feller, Linda Kisabaka)           | 3:33,03                                                    |
| 1995 | Bremen                                                     | 2. Juli                                                    | LAC Chemnitz (Jens Carlowitz, Uwe Jahn, Thomas Schönlebe, Rico Lieder)                            | 3:03,04                                                    | LG Olympia Dortmund (Imke Köhler, Silvia Steimle, Sandra Kuschmann, Silke-Beate Knoll)         | 3:31,29                                                    |
| 1994 | Erfurt                                                     | 3. Juli                                                    | LG Bayer Leverkusen (Andreas Heuel, Julian Völkel, Markus Rau, Daniel Bittner)                    | 3:06,45                                                    | LG Olympia Dortmund (Andrea Bornscheuer, Sandra Kuschmann, Silvia Steimle, Silke-Beate Knoll)  | 3:33,63                                                    |
| 1993 | Duisburg                                                   | 11. Juli                                                   | LG Olympia Dortmund (Stefan Audehm, Udo Schiller, Bodo Unger, Ralf Pfersich)                      | 3:09,29                                                    | LG Olympia Dortmund (Sandra Kuschmann, Helga Arendt, Silvia Steimle, Silke-Beate Knoll)        | 3:33,89                                                    |
| 1992 | München                                                    | 22. Juni                                                   | LG Olympia Dortmund (Stefan Godek, Udo Schiller, Bodo Unger, Olaf Hense)                          | 3:07,03                                                    | LG Olympia Dortmund (Sandra Kuschmann, Helga Arendt, Ruth Scheppan, Silke-Beate Knoll)         | 3:31,18                                                    |
| 1991 | Hannover                                                   | 28. Juli                                                   | ASV Köln (Ulrich Schlepütz, Klaus-Christian Weigeldt, Alexander Adam, Marc-Antonius Eggers)       | 3:06,26                                                    | LG Olympia Dortmund (Jessica Kawohl, Ruth Scheppan, Helga Arendt, Silke-Beate Knoll)           | 3:33,92                                                    |

## Meister in derBundesrepublik Deutschlandbzw. derTrizonevon 1948 bis 1990 (DLV)
| Jahr | Ort           | Datum                     | Männer                                                                                            | Männer       | Frauen | Frauen                                                     |
| Jahr | Ort           | Datum                     | Staffel                                                                                           | Zeit [min]   | Staffel | Zeit [min]                                                 |
| ---- | ------------- | ------------------------- | ------------------------------------------------------------------------------------------------- | ------------ | --- | ---------------------------------------------------------- |
| 1990 | Düsseldorf    | 12. August                | ASV Köln (Anselm Schuster, Klaus-Christian Weigeldt, Alexander Adam, Ulrich Schlepütz)            | 3:06,31      | LG Olympia Dortmund (Stratmann, Ruth Scheppan, Helga Arendt, Silke-Beate Knoll)                                        | 3:34,78                                                    |
| 1989 | Hamburg       | 13. August                | ASV Köln (Anselm Schuster, Jürgen Grunwald, Marc-Antonius Eggers, Ulrich Schlepütz)               | 3:05,87      | SCC Berlin (Astrid Ortel, Angela Wilhelm, Nicole Leistenschneider, Ines Conradi)                                       | 3:37,98                                                    |
| 1988 | Frankfurt/M.  | 24. Juli                  | LG Bayer Leverkusen (Carsten Fischer, Thomas Geuyen, Michael Grün, Ralf Lübke)                    | 3:06,87      | SC Eintracht Hamm (Mechthild Kluth, Silke-Beate Knoll, Gaby Bußmann, Helga Arendt)                                     | 3:35,24                                                    |
| 1987 | Gelsenkirchen | 12. Juli                  | VfL Sindelfingen (Gert Benz, Martin Bürkle, Thomas Bürkle, Jörg Vaihinger)                        | 3:08,05      | SC Eintracht Hamm (Silke-Beate Knoll, Gaby Bußmann, Helga Arendt, Gisela Kinzel – geb. Gottwald)                       | 3:32,27 (BRV)                                              |
| 1986 | Berlin        | 13. Juli                  | VfL Sindelfingen (Gert Benz, Stefan Schnabel, Martin Bürkle, Jörg Vaihinger)                      | 3:06,88      | LG Bayer Leverkusen (Sabine Drücke, Susanne Meiß, Elke Decker, Beate Holzapfel)                                        | 3:38,65                                                    |
| 1985 | Stuttgart     | 4. August                 | LG Bayer Leverkusen (Thomas Geuyen, Christoph Trappe, Rolf Dresen, Ralf Lübke)                    | 3:05,47      | LG Bayer Leverkusen (Sabine Braun, Christiane Brinkmann, Beate Holzapfel, Elke Decker)                                 | 3:34,86                                                    |
| 1984 | Düsseldorf    | 24. Juni                  | SV Union Groß Ilsede (Reinald Kohne, Carsten Fischer, Uwe Wegner, Erwin Skamrahl)                 | 3:06,92      | SC Eintracht Hamm (Helga Arendt, Corinna Krug, Gisela Kinzel geb, Gottwald, Gaby Bußmann)                              | 3:33,54                                                    |
| 1983 | Bremen        | 26. Juni                  | VfL Sindelfingen (Gert Benz, Uwe Fegert, Martin Bürkle, Martin Weppler)                           | 3:06,42      | LG Bayer Leverkusen (Erika Weinstein geb. Götz, Petra Kleinbrahm, Elke Decker, Christiane Brinkmann)                   | 3:33,56                                                    |
| 1982 | München       | 25. Juli                  | OSC Thier Dortmund (Mark Henrich, Jörg Vaihinger, Thomas Wilking, Hartmut Weber)                  | 3:05,45      | LG Bayer Leverkusen (Elke Decker, Birgit Vöcking, Claudia Steger, Christiane Brinkmann)                                | 3:36,35                                                    |
| 1981 | Gelsenkirchen | 19. Juli                  | LG Bayer Leverkusen (Christoph Trappe, Franz-Peter Hofmeister, Joachim Rabstein, Bernd Herrmann)  | 3:06,80      | LG Bayer Leverkusen (Claudia Steger, Birgit Vöcking, Petra Kleinbrahm, Elke Decker)                                    | 3:34,59                                                    |
| 1980 | Hannover      | 17. August                | LG Bayer Leverkusen (Günter Karge, Edelbert Parr, Franz-Peter Hofmeister, Bernd Herrmann)         | 3:06,07      | LG Bayer Leverkusen I (Christina Sussiek, Erika Weinstein – geb. Götz, Petra Kleinbrahm, Elke Decker)                  | 3:32,56 (BRV)                                              |
| 1979 | Stuttgart     | 12. Aug. (M) 11. Aug. (F) | LG Bayer Leverkusen (Günter Karge, Joachim Rabstein, Bernd Herrmann, Franz-Peter Hofmeister)      | 3:04,0 (BRV) | TuS 04 Leverkusen (Brigitte Koczelnik, Gisela Klein – geb. Ellenberger, Petra Kleinbrahm, Elke Decker)                 | 3:37,6                                                     |
| 1978 | Köln          | 13. Aug. (M) 12. Aug. (F) | TSV Bayer 04 Leverkusen (Joachim Rabstein, Günter Karge, Franz-Peter Hofmeister, Bernd Herrmann)  | 3:04,5 (BRV) | TuS 04 Leverkusen (Brigitte Koczelnik, Petra Kleinbrahm, Gisela Klein – geb. Ellenberger, Elke Decker)                 | 3:34,9 (BRV)                                               |
| 1977 | Hamburg       | 7. Aug. (M) 6. Aug. (F)   | TSV Bayer 04 Leverkusen (Joachim Rabstein, Günter Karge, Franz-Peter Hofmeister, Bernd Herrmann)  | 3:07,9       | TuS 04 Leverkusen (Gisela Klein – geb. Ellenberger, Brigitte Koczelnik, Elke Decker, Rita Wilden – geb. Jahn)          | 3:37,9                                                     |
| 1976 | Frankfurt/M.  | 15. Aug. (M) 14. Aug. (F) | TSV Bayer 04 Leverkusen (Günter Karge, Reiner Föhrenbach, Franz-Peter Hofmeister, Bernd Herrmann) | 3:07,9       | TuS 04 Leverkusen (Brigitte Koczelnik, Gisela Klein – geb. Ellenberger, Rita Wilden – geb. Jahn, Karola Claus)         | 3:36,3                                                     |
| 1975 | Gelsenkirchen | 29. Juni (M) 28. Juni (F) | TSV Bayer 04 Leverkusen (Weissert, Friedhelm Grimmiger, Günter Karge, Bernd Herrmann)             | 3:06,2       | TuS 04 Leverkusen (Christel Frese, Erika Weinstein – geb. Götz, Ellen Wellmann – geb. Tittel, Rita Wilden – geb. Jahn) | 3:40,8                                                     |
| 1974 | Hannover      | 28. Juli                  | VfB Stuttgart (Falko Geiger, Georg Nückles, Uwe Lenz, Karl Honz)                                  | 3:05,32      | Wettbewerb für Frauen noch nicht im Meisterschaftsprogramm                                                             | Wettbewerb für Frauen noch nicht im Meisterschaftsprogramm |
| 1973 | Berlin        | 22. Juli                  | VfB Stuttgart (Gerhard Burkhardt, Siegfried Götz, Bernhard Schmid, Karl Honz)                     | 3:08,52      | Wettbewerb für Frauen noch nicht im Meisterschaftsprogramm                                                             | Wettbewerb für Frauen noch nicht im Meisterschaftsprogramm |
| 1972 | München       | 23. Juli                  | TSV Bayer 04 Leverkusen (Thomas Jordan, Ulrich Reich, Martin Jellinghaus, Bernd Herrmann)         | 3:05,2       | Wettbewerb für Frauen noch nicht im Meisterschaftsprogramm                                                             | Wettbewerb für Frauen noch nicht im Meisterschaftsprogramm |
| 1971 | Stuttgart     | 11. Juli                  | LC Bonn (Klaus Skrzipek, Helmut Wilden, Gerhard Fischer, Wolfgang Fischer)                        | 3:09,8       | Wettbewerb für Frauen noch nicht im Meisterschaftsprogramm                                                             | Wettbewerb für Frauen noch nicht im Meisterschaftsprogramm |
| 1970 | Berlin        | 9. August                 | TSV Bayer 04 Leverkusen (Martin Jellinghaus, Roland Roßmeißl, Ulrich Reich, Thomas Jordan)        | 3:04,8       | Wettbewerb für Frauen noch nicht im Meisterschaftsprogramm                                                             | Wettbewerb für Frauen noch nicht im Meisterschaftsprogramm |
| 1969 | Düsseldorf    | 17. August                | ASC Darmstadt (Dirk von Maltitz, Volkhard Müller, Reiner Föhrenbach, Gerhard Hennige)             | 3:09,8       | Wettbewerb für Frauen noch nicht im Meisterschaftsprogramm                                                             | Wettbewerb für Frauen noch nicht im Meisterschaftsprogramm |
| 1968 | Berlin        | 18. August                | TSV Bayer 04 Leverkusen (Wolfgang Fischer, Paul Wagner, Gerhard Hennige, Siegfried König)         | 3:06,9       | Wettbewerb für Frauen noch nicht im Meisterschaftsprogramm                                                             | Wettbewerb für Frauen noch nicht im Meisterschaftsprogramm |
| 1967 | Stuttgart     | 6. August                 | TSV Bayer 04 Leverkusen (Wolfgang Fischer, Hans-Dieter Mauel, Paul Wagner, Gerhard Hennige)       | 3:09,0       | Wettbewerb für Frauen noch nicht im Meisterschaftsprogramm                                                             | Wettbewerb für Frauen noch nicht im Meisterschaftsprogramm |
| 1966 | Hannover      | 7. August                 | Wuppertaler SV (Werner Corts, Jürgen Schmidt, Klaus Langele, Manfred Kinder)                      | 3:08,3       | Wettbewerb für Frauen noch nicht im Meisterschaftsprogramm                                                             | Wettbewerb für Frauen noch nicht im Meisterschaftsprogramm |
| 1965 | Duisburg      | 8. August                 | ASC Darmstadt (Dirk von Maltitz, Manfred Hanika, Fritz Roth, Wilfried Braun)                      | 3:11,6       | Wettbewerb für Frauen noch nicht im Meisterschaftsprogramm                                                             | Wettbewerb für Frauen noch nicht im Meisterschaftsprogramm |
| 1964 | Karlsruhe     | 19. Juli                  | Wuppertaler SV (Johannes Kaiser, Manfred Kinder, Klaus Wengoborski, Jürgen Kalfelder)             | 3:09,2       | Wettbewerb für Frauen noch nicht im Meisterschaftsprogramm                                                             | Wettbewerb für Frauen noch nicht im Meisterschaftsprogramm |
| 1963 | Augsburg      | 11. August                | Wuppertaler SV (Johannes Kaiser, Klaus Wengoborski, Manfred Kinder, Jürgen Kalfelder)             | 3:10,1       | Wettbewerb für Frauen noch nicht im Meisterschaftsprogramm                                                             | Wettbewerb für Frauen noch nicht im Meisterschaftsprogramm |
| 1962 | Hamburg       | 29. Juli                  | Wuppertaler SV (Klaus Langele, Johannes Kaiser, Klaus Wengoborski, Manfred Kinder)                | 3:10,8       | Wettbewerb für Frauen noch nicht im Meisterschaftsprogramm                                                             | Wettbewerb für Frauen noch nicht im Meisterschaftsprogramm |
| 1961 | Düsseldorf    | 30. Juli                  | OSV Hörde (Albert Radusch, Udo Waldheim, Paul Schmidt, Manfred Kinder)                            | 3:12,5       | Wettbewerb für Frauen noch nicht im Meisterschaftsprogramm                                                             | Wettbewerb für Frauen noch nicht im Meisterschaftsprogramm |
| 1960 | Berlin        | 24. Juli                  | OSV Hörde (Engelbert Basse, Udo Waldheim, Manfred Poerschke, Manfred Kinder)                      | 3:09,6       | Wettbewerb für Frauen noch nicht im Meisterschaftsprogramm                                                             | Wettbewerb für Frauen noch nicht im Meisterschaftsprogramm |
| 1959 | Stuttgart     | 26. Juli                  | OSV Hörde (Paul Schmidt, Walter Oberste, Udo Waldheim, Manfred Kinder)                            | 3:11,7       | Wettbewerb für Frauen noch nicht im Meisterschaftsprogramm                                                             | Wettbewerb für Frauen noch nicht im Meisterschaftsprogramm |
| 1958 | Hannover      | 20. Juli                  | OSV Hörde (Paul Schmidt, Albert Radusch, Udo Waldheim, Manfred Poerschke)                         | 3:15,0       | Wettbewerb für Frauen noch nicht im Meisterschaftsprogramm                                                             | Wettbewerb für Frauen noch nicht im Meisterschaftsprogramm |
| 1957 | Düsseldorf    | 18. August                | OSV Hörde (Udo Waldheim, Walter Oberste, Albert Radusch, Manfred Poerschke)                       | 3:11,8       | Wettbewerb für Frauen noch nicht im Meisterschaftsprogramm                                                             | Wettbewerb für Frauen noch nicht im Meisterschaftsprogramm |
| 1956 | Berlin        | 19. August                | OSV Hörde (Engelbert Basse, Walter Oberste, Paul Schmidt, Manfred Poerschke)                      | 3:13,4       | Wettbewerb für Frauen noch nicht im Meisterschaftsprogramm                                                             | Wettbewerb für Frauen noch nicht im Meisterschaftsprogramm |
| 1955 | Frankfurt/M.  | 7. August                 | CSV Marathon 1910 Krefeld (Kraus, Urban Cleve, Volker Rösch, Hans Geister)                        | 3:15,6       | Wettbewerb für Frauen noch nicht im Meisterschaftsprogramm                                                             | Wettbewerb für Frauen noch nicht im Meisterschaftsprogramm |
| 1954 | Hamburg       | 8. August                 | TuS Rot-Weiß Koblenz (Wolfgang Schmidtke, Günther Steines, Hubert Huppertz, Helmut Dreher)        | 3:16,9       | Wettbewerb für Frauen noch nicht im Meisterschaftsprogramm                                                             | Wettbewerb für Frauen noch nicht im Meisterschaftsprogramm |
| 1953 | Augsburg      | 26. Juli                  | CSV Marathon 1910 Krefeld (Georg Niepoth, Georg Sallen, Wolfgang Miedecke, Hans Geister)          | 3:16,8       | Wettbewerb für Frauen noch nicht im Meisterschaftsprogramm                                                             | Wettbewerb für Frauen noch nicht im Meisterschaftsprogramm |
| 1952 | Hamm          | 17. August                | CSV Marathon 1910 Krefeld (Georg Niepoth, Leo Lickes, Wolfgang Miedecke, Hans Geister)            | 3:20,6       | Wettbewerb für Frauen noch nicht im Meisterschaftsprogramm                                                             | Wettbewerb für Frauen noch nicht im Meisterschaftsprogramm |
| 1951 | Düsseldorf    | 29. Juli                  | CSV Marathon 1910 Krefeld (Georg Niepoth, Leo Lickes, Wolfgang Miedecke, Hans Geister)            | 3:14,8       | Wettbewerb für Frauen noch nicht im Meisterschaftsprogramm                                                             | Wettbewerb für Frauen noch nicht im Meisterschaftsprogramm |
| 1950 | Stuttgart     | 6. August                 | TuS Rot-Weiß Koblenz (Gerhard Audorf, Alfred Hochscheid, Günther Steines, Hubert Huppertz)        | 3:16,4       | Wettbewerb für Frauen noch nicht im Meisterschaftsprogramm                                                             | Wettbewerb für Frauen noch nicht im Meisterschaftsprogramm |
| 1949 | Bremen        | 7. August                 | Hamburger SV (Georg Lipphardt, Hermann Burnitz, Herbert Behrend, Hans Hieke)                      | 3:20,0       | Wettbewerb für Frauen noch nicht im Meisterschaftsprogramm                                                             | Wettbewerb für Frauen noch nicht im Meisterschaftsprogramm |
| 1948 | Nürnberg      | 15. August                | Rot-Weiß Oberhausen (Walter Krapoth, August Kirsch, Karl-Heinz Surray, Karl-Friedrich Rückebeil)  | 3:23,0       | Wettbewerb für Frauen noch nicht im Meisterschaftsprogramm                                                             | Wettbewerb für Frauen noch nicht im Meisterschaftsprogramm |

## Meister in derDDRbzw. derSBZvon 1948 bis 1989 (DVfL)
Bei den Meisterschaften 1990 wurde die 4-mal-400-Meter-Staffel in der DDR nicht mehr ausgetragen.
| Jahr | Ort             | Datum                | Männer                                                                                          | Männer     | Frauen | Frauen                                                     |
| Jahr | Ort             | Datum                | Staffel                                                                                         | Zeit [min] | Staffel | Zeit [min]                                                 |
| ---- | --------------- | -------------------- | ----------------------------------------------------------------------------------------------- | ---------- | --- | ---------------------------------------------------------- |
| 1989 | Neubrandenburg  |                      | SC Dynamo Berlin (Andreas Hübner, Karsten Leuteritz, Svend Maly, Jan Lenzke)                    | 3:10,37    | SC Neubrandenburg (Manuela Derr, Anke Behmer – geb. Vater, Schmidt, Sigrun Wodars – geb. Ludwigs)                  | 3:27,80                                                    |
| 1988 | Rostock         |                      | SC Karl-Marx-Stadt (Rico Lieder, Uwe Ackermann, Jens Carlowitz, Thomas Schönlebe)               | 3:06,28    | SC Turbine Erfurt (Schneider, Dagmar Neubauer – geb. Rübsam, Daniele Steinecke, Annerose Losch)                    | 3:29,12                                                    |
| 1987 | Potsdam         |                      | SC Karl-Marx-Stadt (Uwe Ackermann, Torsten Straßburger, Jens Carlowitz, Thomas Schönlebe)       | 3:06,00    | SC Neubrandenburg (Doreen Fahrendorff, Sigrun Wodars – geb. Ludwigs, Grit Breuer, Christine Wachtel)               | 3:31,36                                                    |
| 1986 |                 |                      | ASK Vorwärts Potsdam (Thomas Miethig, Andreas Hauck, Frank Möller, Guido Lieske)                | 3:11,07    | SC Magdeburg (Undine Bremer – geb. Hartmann, Kirsten Emmelmann – geb. Siemon, Sylvia Kirchner, Cornelia Feuerbach) | 3:29,37                                                    |
| 1985 | Leipzig         | 9. bis 11. August    | SC Dynamo Berlin (Uwe Preusche, Mario Barduhn, ?, ?)                                            | 3:11,92    | SC Turbine Erfurt (Annerose Losch, Janek, Sabine Busch, Dagmar Neubauer – geb. Rübsam)                             | 3:25,84                                                    |
| 1984 | Erfurt          | 1. bis 3. Juni       | SC Neubrandenburg (Mario Monien, Andreas Kaliebe, Eckhard Trylus, Jens Behmer)                  | 3:08,07    | ausgefallen zugunsten eines Einladungswettbewerbs                                                                  | ausgefallen zugunsten eines Einladungswettbewerbs          |
| 1983 | Karl-Marx-Stadt | 16. bis 18. Juni     | SC Neubrandenburg (Andreas Kaliebe, Mario Monien, Ulf Gladrow, Eckhard Trylus)                  | 3:09,18    | SC Neubrandenburg (Christine Wachtel, Ellen Schulz, Dürten Behrendt, Ramona Frehse)                                | 3:32,99                                                    |
| 1982 | Dresden         | 30. Juni bis 3. Juli | SC DHfK Leipzig (Thomas Grieser, Andreas Stolle, Andreas Neuber, Frank Richter)                 | 3:10,04    | SC Turbine Erfurt (Andrea Kiefer, Sabine Busch, Hildegard Ullrich, Dagmar Rübsam)                                  | 3:29,07 (DDRV)                                             |
| 1981 | Jena            | 7. bis 9. August     | SC DHfK Leipzig (Frank Richter, Andreas Neuber, Enrico Becker, Andreas Stolle)                  | 3:07,54    | SC Magdeburg (Cornelia Feuerbach, Heidrun Giggel, Ilona Eulenstein, Undine Hartmann)                               | 3:33,85                                                    |
| 1980 | Cottbus         | 16. bis 18. Juli     | SC Cottbus (Michael Schneider, Franz, Jörg Hanniske, Udo Bauer)                                 | 3:10,0     | SC Cottbus (Petra Pfaff, Birgit Sonntag, Kerstin Domke, Hennig)                                                    | 3:42,1                                                     |
| 1979 | Karl-Marx-Stadt | 9. bis 12. August    | SC DHfK Leipzig (Andreas Neuber, Enrico Becker, Matthias Pohle, Frank Richter)                  | 3:07,2     | SC Turbine Erfurt (Kerstin Kusche, Sabine Busch, Beate Liebich – geb. Lüttge, Hildegard Ullrich)                   | 3:37,1                                                     |
| 1978 |                 |                      | ASK Vorwärts Potsdam (Gunter Arnold, Reinhard Kokot, Frank Schaffer, Olaf Beyer)                | 3:09,37    | SC Dynamo Berlin (Regine Sablitzki, Bettina Buse, Ellen Neumann, Christina Brehmer)                                | 3:31,09                                                    |
| 1977 | Dresden         |                      | ASK Vorwärts Potsdam (Gunter Arnold, Frank Schaffer, Olaf Beyer, Reinhard Kokot)                | 3:07,4     | SC DHfK Leipzig (Gabriele Peters, Heide Kopittke, Bettina Popp, Barbara Krug)                                      | 3:32,7                                                     |
| 1976 | Karl-Marx-Stadt |                      | ASK Vorwärts Potsdam (Reinhard Kokot, Gunter Arnold, Rietschel, Gerhard Stolle)                 | 3:08,6     | SC Dynamo Berlin (Regine Sablitzki, Margit Sinzel, Gisela Anton, Doris Maletzki)                                   | 3:29,8                                                     |
| 1975 | Erfurt          |                      | SC DHfK Leipzig (Fedor Ekelmann, Thomas Munkelt, Jochen Mayer, Frank Siebeck)                   | 3:11,4     | SC Dynamo Berlin (Regine Sablitzki, Gisela Anton, Doris Maletzki, Rita Kühne)                                      | 3:31,6                                                     |
| 1974 | Leipzig         |                      | ASK Vorwärts Potsdam (Gunter Arnold, Gramsch, Reinhard Kokot, Roland Schwara)                   | 3:07,4     | SC Neubrandenburg (Elvira Fischer, Elfi Zinn – geb. Rost, Anita Barkusky, Brigitte Rohde)                          | 3:33,1                                                     |
| 1973 | Dresden         |                      | SC Magdeburg (Becker, Udo Gehrmann, Jürgen Ludewig, Benno Stops)                                | 3:09,0     | SC Dynamo Berlin (Gisela Anton, Rita Kühne, Bettina Wolfrum, Monika Zehrt)                                         | 3:33,1                                                     |
| 1972 | Erfurt          |                      | SC Dynamo Berlin (Wolfgang Gutschmidt, Klaus Woitzik, Peter Walther, Lutz Waldner)              | 3:07,5     | SC Dynamo Berlin (Rita Kühne, Bettina Wolfrum, Gisela Anton, Monika Zehrt)                                         | 3:34,1                                                     |
| 1971 | Leipzig         |                      | ASK Vorwärts Potsdam (Wolfgang Müller, Rainer Friedrich, Peter Kollkowski, Müfke)               | 3:11,1     | SC Dynamo Berlin (Rita Kühne, Gabriele Reiß, Rita Jahnel, Monika Zehrt)                                            | 3:39,4                                                     |
| 1970 | Erfurt          |                      | ASK Vorwärts Potsdam (Peter Kollkowski, Ralf-Peter Schulz, Rainer Friedrich, Wolfgang Müller)   | 3:09,2     | SC Dynamo Berlin (Monika Zehrt, Rita Kühne, Roswitha Becker, Rita Jahnel)                                          | 3:37,2                                                     |
| 1969 | Berlin          |                      | SC Dynamo Berlin (Peter Walther, Hartmut Schwabe, Lutz Waldner, Jürgen Hartwig)                 | 3:11,0     | SC Dynamo Berlin (Bärbel Sturm, Roswitha Becker, Rita Kühne, Monika Zehrt)                                         | 3:41,0                                                     |
| 1968 | Erfurt          |                      | ASK Vorwärts Potsdam (Rainer Friedrich, Rega, Günter Klann, Wolfgang Müller)                    |            | Wettbewerb für Frauen noch nicht im Meisterschaftsprogramm                                                         | Wettbewerb für Frauen noch nicht im Meisterschaftsprogramm |
| 1967 | Halle (Saale)   |                      | ASK Vorwärts Potsdam (Hopfer, Wolfgang Müller, Günter Klann, Wilfried Weiland)                  |            | Wettbewerb für Frauen noch nicht im Meisterschaftsprogramm                                                         | Wettbewerb für Frauen noch nicht im Meisterschaftsprogramm |
| 1966 | Jena            |                      | ASK Vorwärts Potsdam (Bernd Hopfer, Wolfgang Müller, Günter Klann, Wilfried Weiland)            | 3:07,7     | Wettbewerb für Frauen noch nicht im Meisterschaftsprogramm                                                         | Wettbewerb für Frauen noch nicht im Meisterschaftsprogramm |
| 1965 | Karl-Marx-Stadt |                      | SC Dynamo Berlin (Arthur Speer, Hartmut Schwabe, Wolfgang Mettin, Rainer Klinzmann)             | 3:09,3     | Wettbewerb für Frauen noch nicht im Meisterschaftsprogramm                                                         | Wettbewerb für Frauen noch nicht im Meisterschaftsprogramm |
| 1964 | Jena            |                      | SC Dynamo Berlin (Arthur Speer, Hans-Ullrich Schulz, Heinz-Günther Christiner, Wolfgang Mettin) | 3:09,5     | Wettbewerb für Frauen noch nicht im Meisterschaftsprogramm                                                         | Wettbewerb für Frauen noch nicht im Meisterschaftsprogramm |
| 1963 | Jena            |                      | SC Dynamo Berlin (Frank Möller, Heinz-Günther Christiner, Edgar Benkwitz, Arthur Speer)         | 3:12,6     | Wettbewerb für Frauen noch nicht im Meisterschaftsprogramm                                                         | Wettbewerb für Frauen noch nicht im Meisterschaftsprogramm |
| 1962 | Dresden         |                      | SC Dynamo Berlin (Arthur Speer, Karl Storm, Edgar Benkwitz, Gottfried Kliembt)                  | 3:14,2     | Wettbewerb für Frauen noch nicht im Meisterschaftsprogramm                                                         | Wettbewerb für Frauen noch nicht im Meisterschaftsprogramm |
| 1961 | Dresden         |                      | SC Dynamo Berlin (Karl Storm, Frank Möller, Edgar Benkwitz, Gottfried Kliembt)                  | 3:12,7     | Wettbewerb für Frauen noch nicht im Meisterschaftsprogramm                                                         | Wettbewerb für Frauen noch nicht im Meisterschaftsprogramm |
| 1960 | Leipzig         |                      | SC DHfK Leipzig                                                                                 | 3:15,1     | Wettbewerb für Frauen noch nicht im Meisterschaftsprogramm                                                         | Wettbewerb für Frauen noch nicht im Meisterschaftsprogramm |
| 1959 | Leipzig         |                      | SC Dynamo Berlin (Egon Müller, Rolf Hasselbarth, Karl Storm, Gottfried Kliembt)                 | 3:12,6     | Wettbewerb für Frauen noch nicht im Meisterschaftsprogramm                                                         | Wettbewerb für Frauen noch nicht im Meisterschaftsprogramm |
| 1958 | Jena            |                      | SC Dynamo Berlin (Rolf Hasselbarth, Karl Storm, Helfried Reinnagel, Gottfried Kliembt)          | 3:12,6     | Wettbewerb für Frauen noch nicht im Meisterschaftsprogramm                                                         | Wettbewerb für Frauen noch nicht im Meisterschaftsprogramm |
| 1957 | Berlin          |                      | SC Dynamo Berlin (Willi Bromberger, Rolf Hasselbarth, Helfried Reinnagel, Gottfried Kliembt)    | 3:18,5     | Wettbewerb für Frauen noch nicht im Meisterschaftsprogramm                                                         | Wettbewerb für Frauen noch nicht im Meisterschaftsprogramm |
| 1956 | Erfurt          |                      | ZSK Vorwärts Berlin                                                                             | 3:12,5     | Wettbewerb für Frauen noch nicht im Meisterschaftsprogramm                                                         | Wettbewerb für Frauen noch nicht im Meisterschaftsprogramm |
| 1955 | Jena            |                      | SC Dynamo Berlin (Rolf Seliger, Werner Schneider, Helfried Reinnagel, Willi Bromberger)         | 3:14,8     | Wettbewerb für Frauen noch nicht im Meisterschaftsprogramm                                                         | Wettbewerb für Frauen noch nicht im Meisterschaftsprogramm |
| 1954 | Dresden         |                      | Dynamo Potsdam (Herbert Büsser, Rolf Seliger, Werner Schneider, Willi Bromberger)               | 3:15,6     | Wettbewerb für Frauen noch nicht im Meisterschaftsprogramm                                                         | Wettbewerb für Frauen noch nicht im Meisterschaftsprogramm |
| 1953 | Leipzig         |                      | Dynamo Potsdam (Fritz Lacina, Herbert Büsser, Werner Schneider, Willi Bromberger)               | 3:16,1     | Wettbewerb für Frauen noch nicht im Meisterschaftsprogramm                                                         | Wettbewerb für Frauen noch nicht im Meisterschaftsprogramm |
| 1952 | Jena            |                      | Einheit Mitte Halle (Franke, Werner Schneider, Hartlapp, Meier)                                 | 3:20,2     | Wettbewerb für Frauen noch nicht im Meisterschaftsprogramm                                                         | Wettbewerb für Frauen noch nicht im Meisterschaftsprogramm |
| 1951 | Erfurt          | 13. bis 15. Juli     | BSG Empor Lindenau                                                                              | 3:20,4     | Wettbewerb für Frauen noch nicht im Meisterschaftsprogramm                                                         | Wettbewerb für Frauen noch nicht im Meisterschaftsprogramm |
| 1950 | Halberstadt     |                      | Konsum Leipzig                                                                                  | 3:24,0     | Wettbewerb für Frauen noch nicht im Meisterschaftsprogramm                                                         | Wettbewerb für Frauen noch nicht im Meisterschaftsprogramm |
| 1949 | Jena            |                      | SV DVP Potsdam (Kurt Edel, Fritz Lacina, ?, ?)                                                  | 3:28,6     | Wettbewerb für Frauen noch nicht im Meisterschaftsprogramm                                                         | Wettbewerb für Frauen noch nicht im Meisterschaftsprogramm |
| 1948 | Chemnitz        |                      | Potsdam (Kurt Edel, Hans Müller, Fritz Lacina, ?)                                               | 3:32,6     | Wettbewerb für Frauen noch nicht im Meisterschaftsprogramm                                                         | Wettbewerb für Frauen noch nicht im Meisterschaftsprogramm |

## Deutsche Meister 1927 bis 1947 (DLV)
In diesen Jahren wurde die 4-mal-400-Meter-Staffel nur für Männer ausgetragen.
| Jahr | Ort                                                         | Datum                                                       | Staffel                                                                                   | Zeit [min]                                                  |
| ---- | ----------------------------------------------------------- | ----------------------------------------------------------- | ----------------------------------------------------------------------------------------- | ----------------------------------------------------------- |
| 1947 | Köln                                                        | 10. August                                                  | Hamburger SV (Dieter Wawrczyn, Hermann Burnitz, Herbert Behrend, Hans Hieke)              | 3:20,6                                                      |
| 1946 | Frankfurt/M.                                                | 25. August                                                  | Hamburger SV (Pieper, Dieter Giesen, Hans Hieke, Kurt Edel)                               | 3:21,2                                                      |
| 1945 | kriegsbedingt keine Deutschen Leichtathletikmeisterschaften | kriegsbedingt keine Deutschen Leichtathletikmeisterschaften | kriegsbedingt keine Deutschen Leichtathletikmeisterschaften                               | kriegsbedingt keine Deutschen Leichtathletikmeisterschaften |
| 1944 | kriegsbedingt keine Deutschen Leichtathletikmeisterschaften | kriegsbedingt keine Deutschen Leichtathletikmeisterschaften | kriegsbedingt keine Deutschen Leichtathletikmeisterschaften                               | kriegsbedingt keine Deutschen Leichtathletikmeisterschaften |
| 1943 | Berlin                                                      | 24. Juli                                                    | Hamburger SV (Ludwig Rath, Herbert Sonntag, Herbert Behrend, Heinrich Homburg)            | 3:23,4                                                      |
| 1942 | Berlin                                                      | 25. Juli                                                    | Hamburger SV (Ludwig Rath, Erich Schreiber, Heinrich Homburg, Herbert Behrend)            | 3:19,6                                                      |
| 1941 | Berlin                                                      | 19. Juli                                                    | Luftwaffen SV Berlin (Gerhard Strasen, Alfred Grau, Erich Linnhoff, Fritz Ahrens)         | 3:17,5                                                      |
| 1940 | Berlin                                                      | 11. August                                                  | Luftwaffen SV Berlin (Rolf von Ende, Alfred Grau, Fritz Ahrens, Erich Linnhoff)           | 3:18,4                                                      |
| 1939 | Darmstadt                                                   | 16. Juli                                                    | Reichsbahn- und Post-SG Stuttgart (Schuster, Detzel, Lenz, Manfred Kramer)                | 3:21,0                                                      |
| 1938 | Breslau                                                     | 30. Juli                                                    | Luftwaffen SV Berlin (Gerhard Strasen, Hähnel, Hans Brandscheit, Erich Linnhoff)          | 3:19,0                                                      |
| 1937 | Frankfurt/M.                                                | 11. Juli                                                    | Stuttgarter Kickers (Manfred Kramer, Bert Sumser, Walther Tripps, Peter Robens)           | 3:19,6                                                      |
| 1936 | Nürnberg                                                    | 12. September                                               | Stuttgarter Kickers (Helmut Sauer, Walther Tripps, Bert Sumser, Wolfgang Dessecker)       | 3:19,4                                                      |
| 1935 | Wettbewerb nicht ausgetragen                                | Wettbewerb nicht ausgetragen                                | Wettbewerb nicht ausgetragen                                                              | Wettbewerb nicht ausgetragen                                |
| 1934 | Nürnberg                                                    | 29. Juli                                                    | Hamburger SV (Karl Plötz, Hans-Georg Steigerthal, Herbert Benecke, Egon Schein)           | 3:22,2                                                      |
| 1933 | Köln                                                        | 13. August                                                  | Hamburger SV (Hans-Georg Steigerthal, Herbert Benecke, Karl Plötz, Egon Schein)           | 3:19,6                                                      |
| 1932 | Hannover                                                    | 3. Juli                                                     | Polizei SV Berlin (Noster, Kurt Abraham, Otto-Karl Imhoff, Emil Kraneis)                  | 3:20,7                                                      |
| 1931 | Berlin                                                      | 2. August                                                   | Hamburger SV (Henne, Mangolt von Eberstein, Egon Schein, Herbert Benecke)                 | 3:20,6                                                      |
| 1930 | Berlin                                                      | 3. August                                                   | Hamburger SV (Kurt Abraham, Mangolt von Eberstein, Schäfer, Herbert Benecke)              | 3:20,5                                                      |
| 1929 | Breslau                                                     | 22. Juli                                                    | SCC Berlin (Hermann Schlöske, Solmsen, Peter-Paul Wiese, Herbert Böcher)                  | 3:21,8                                                      |
| 1928 | Düsseldorf                                                  | 16. Juli                                                    | SC Teutonia 99 Berlin (Otto Neumann, Herbert Böcher, Reinhold Schmidt, Hermann Engelhard) | 3:18,1                                                      |
| 1927 | Breslau                                                     | 7. August                                                   | DSC Berlin (Erich Hübner, Erich Renell, Otto Neumann, Erich Klähn)                        | 3:21,4                                                      |